# Jean Keriel
Jean Keriel (fl. XX secolo) è stato un ciclista su strada francese.

## Carriera
Professionista dal 1932 al 1938, il suo risultato più significativo fu il secondo posto al Bretagne Classic Ouest-France del 1934.

## Palmarès

### Strada
- 1936

Gran Premio Alphonse Thomas
- 1937

Circuito dell'Alsazia